# Lepidodelta
Lepidodelta là một chi bướm đêm thuộc họ Noctuidae.